# توپچی (بامیان)
توپچی یک منطقه مسکونی در افغانستان است که در ولایت بامیان واقع شده است.